# The Daily Mirror (Шри-Ланка)
The Daily Mirror — ежедневная газета, издаваемая на английском языке в Коломбо, Шри-Ланка, компанией Wijeya Newspapers Ltd.

## Факты
- The Daily Mirror начала издаваться в 1996 году как еженедельная, с 1999 года издаётся ежедневно.
- Воскресный выпуск газеты известен как The Sunday Times.[1]
- Предположительный тираж газеты около 30 000 экземпляров.
- Веб-сайт Daily Mirror — самый посещаемый на Шри-Ланке сайт, принадлежащий газете,[2]